# Jættegryde
En jættegryde er en særlig slags skålformet fordybning i nuværende eller tidligere havbund eller på steder, hvor der er eller har været strømmende vand.
Jættegryder opstår ved, at en løs sten på en stenoverflade bringes i en ensartet bevægelse på det samme sted, indtil den karakteristiske glatte skålfacon fremstår. Stenen kan enten havne i en eksisterende fordybning ved at vandets bevægelser flytter den hen over bunden, til den falder ned i hullet, eller et blødere lag kan borterodere og efterlade en løs blok, der er let nok til at blive bevæget med.
| Geologi | Spire Denne artikel om geologi er en spire som bør udbygges. Du er velkommen til at hjælpe Wikipedia ved at udvide den. |